# Hyoscyamus

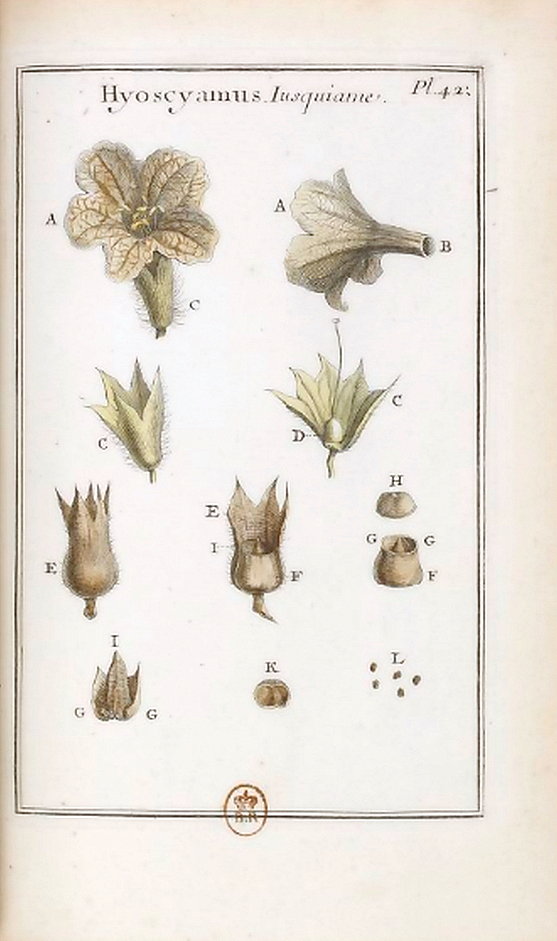
Ilustração original do género em Joseph Pitton de Tournefort, criador do taxón, 1694 - Legenda: A: Flor; B: Abertura basal da corola; C: Cálice; D: Pistilo ;E. Cálice em frutificação, F: Fruto, H-K: Estrutura do fruto; I: Tabique do fruto; G: Lóculos do fruto; L: Sementes.

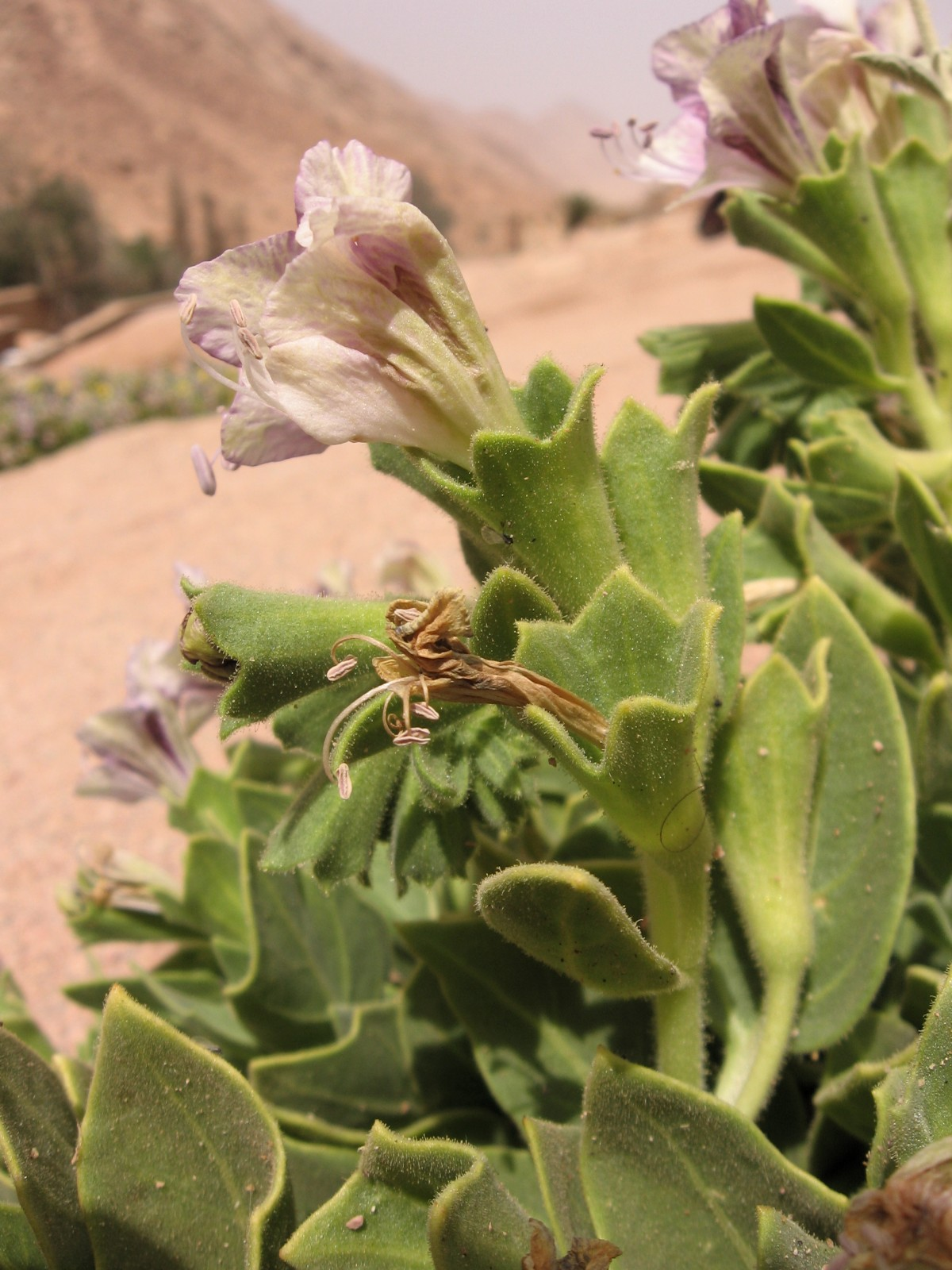
Hyoscyamus muticus na Península do Sinai.

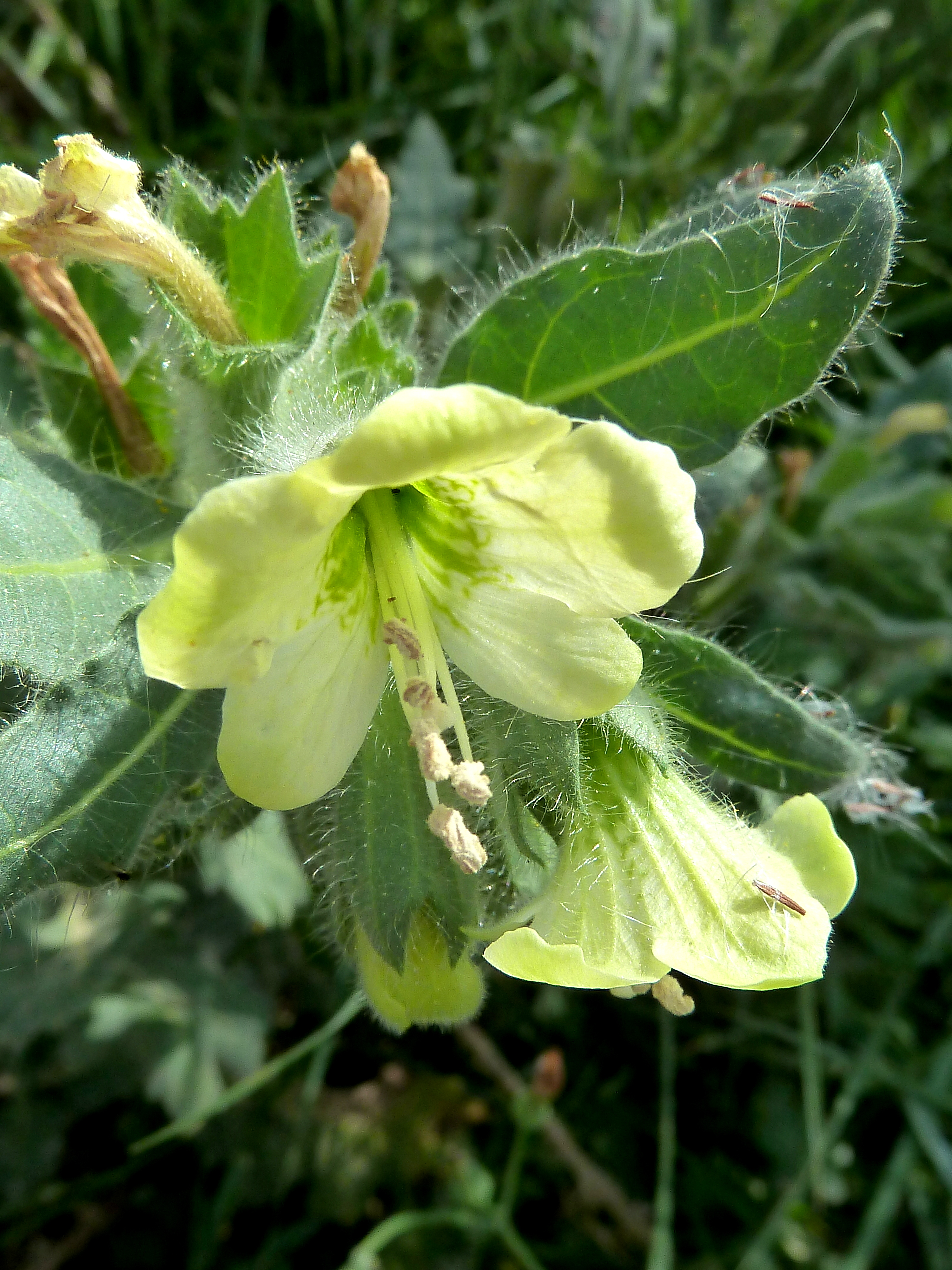
Flor de Hyoscyamus albus.

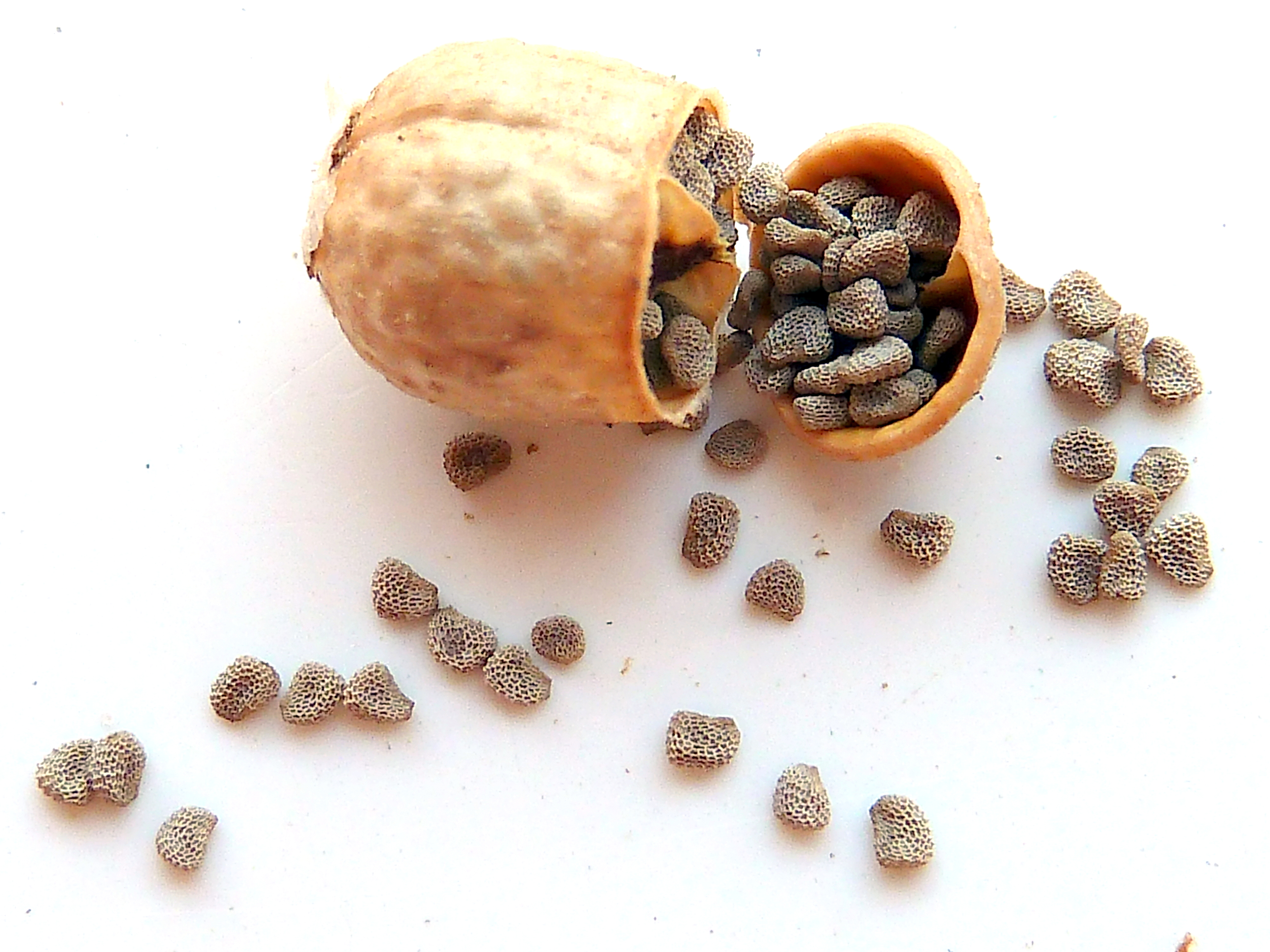
Pixídio aberto e sementes de Hyoscyamus albus.

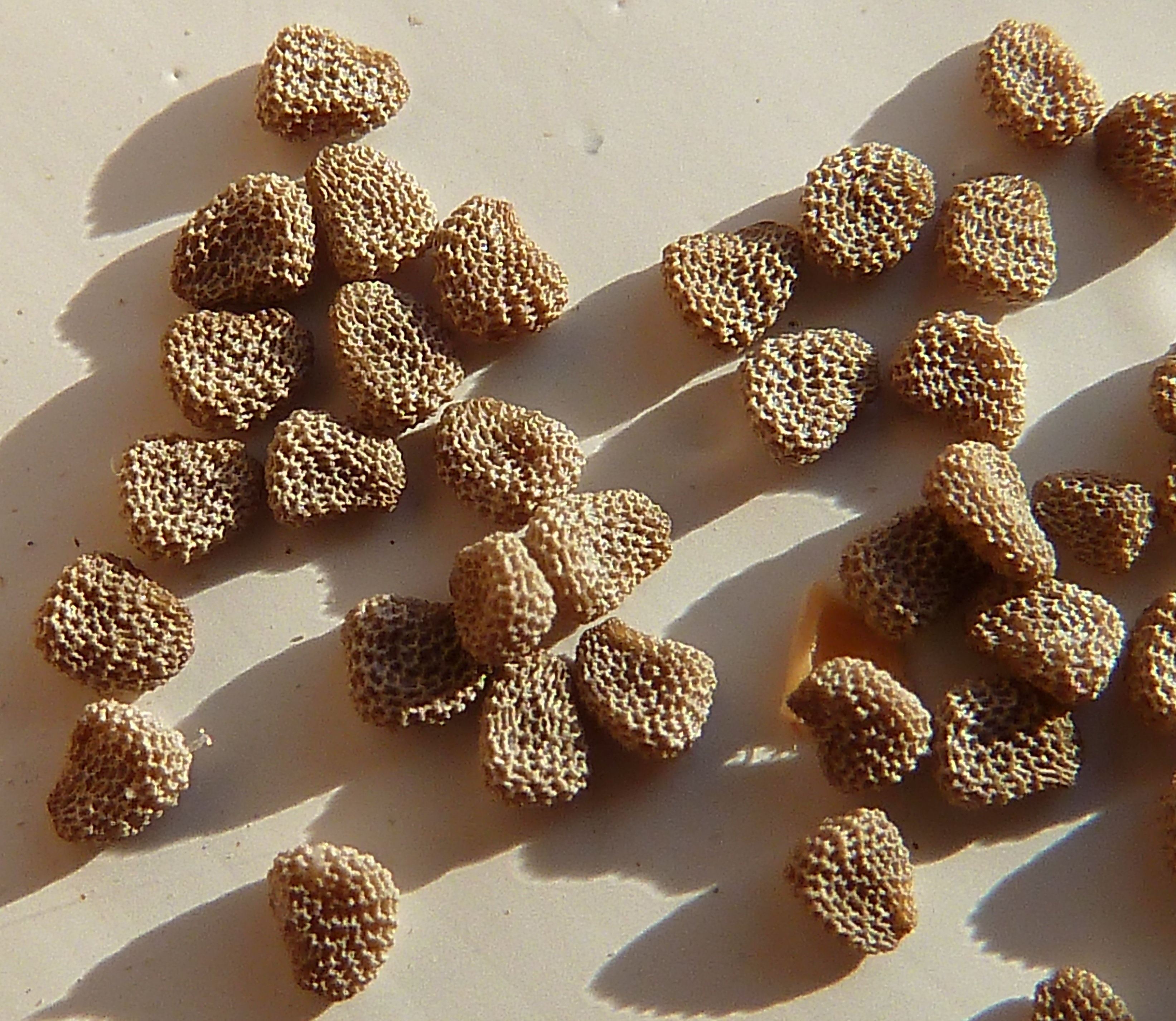
Detalhe das sementes alveoladas de Hyoscyamus albus.

Hyoscyamus L. é um género de plantas com flor pertencente à subfamília Solanoideae da família das Solanaceae. O género inclui cerca de 23 espécies consideradas válidas (embora tenha mais de 80 espécies descritas, com cerca de 60 delas a carecer de resolução taxonómica). O género agrupa as espécies conhecidas pelo nome comum de meimendro, algumas das quais, como o «meimendro-negro» (Hyoscyamus niger) e o «meimendro-do-egipto» (Hyoscyamus muticus), são utilizadas desde tempos imemoriais como plantas medicinais e como enteógenos devido à acção parassimpaticolítica dos seus alcalóides, o que faz delas poderosos narcóticos.

## Descrição
As espécies que integram o género Hyoscyamus são herbáceas anuais, bienais ou perenes, com pubescência de tricomas glandulares simples. Os caules são erectos e ramificados, com folhas simples, alternas, pecioladas ou sésseis, por vezes com as folhas basais em roseta. As inflorescências, em cimeiras escorpióides ou helicóides,  aparentemente em espiga quando completamente desenvolvidas, raramente monoflorais, são terminais ou axilares. As flores são ligeiramente zigomórficas, hermafroditas, bracteadas, subsésseis ou sésseis, com o cálice campanulado de sépalas soldadas num tubo, com 5(8) lóbulos desiguais, persistente, acrescente, coreáceo na frutificação. A corola é pentalobulada com os lóbulos desiguais. O androceu apresenta 5(6) estames inseridos a diversas alturas na base do tubo da corola; são desiguais, dois mais longos que os outros três e, geralmente, exertos. Os filamentos são livres e pubescentes ao menos na base. O gineceu apresenta o estigma do estilo capitado. O fruto é um pixídio, incluído no cálice acrescente, bilocular com numerosas sementes obovoides ou reniformes, comprimidas e de superfície alveolada.
O número cromossómico básico é x = 14, com 2n = 28, 56.

### Composição, propriedades e usos
Todas as espécies do género Hyoscyamus são consideradas plantas venenosas que, ainda que tenham certos usos farmacêuticos e medicinais considerados benéficos para diversas afecções quando em doses usualmente homeopáticas bem definidas. Dada a sua elevada toxicidade, devem manejar-se com extrema precaução, já que, entre outros aspectos, a quantidade de princípios activos perigosos nas espécies ou, incluso, num espécime em particular, pode variar de maneira importante e imprevisível segundo as condições edáficas e climáticas do lugar de recolha.
São plantas tóxicas que em certas doses podem ser mortais, pois contêm, em maior ou menor grau,entre outros, alcaloides tropânicos (hiosciamina, atropina e escopolamina), tanto nas folhas e flores como no resto da planta, incluindo a raiz e as sementes. Os extractos das folhas apresentam propriedades parasimpaticolíticas e a toxicidade das espécies de Hyosciamus é conhecida desde a antiguidade. Na Europa da Idade Média extractos de espécies deste género eram utilizados para provocar o sono e em práticas de bruxaria. Para moderno uso farmacêutico, algumas espécies, as que apresentam maiores concentrações de princípios activos, são recolectadas intensivamente ou cultivadas em maior ou menor escala, por exemplo em Inglaterra, Holanda, Eslováquia, Sicília, Malta, Creta, Nigéria, Egipto e Paquistão.
Para além dos atrás referidos alcaloides, de propriedades conhecidas desde a mais remota antiguidade, mesmo da pré-história, as diferentes espécies nas suas distintas partes podem conter outros princípios activos como, apenas para apresentar alguns exemplos, lignanamidas, grossamida e canabisina, substâncias que terão alguma acção anti-tumoral no cancro da próstata e também ácido clorogénico, rutina e outros compostos (fenólicos, quercetina, glucósideos) susceptíveis de acção benéfica, entre outras, como potencial protector nas afecções coronárias, na doença inflamatória intestinal (IBD). e como espasmolítico, antidiarreico, broncodilatador e bloqueante da hiperactividade da  bexiga urinária.
Hyoscyamus muticus é de todas as espécies de Hyoscyamus, a que apresenta a acção venenosa mais activa. Uma intoxicação é potencialmente mortal e muito fácil de atingir, embora raras vezes tenha sido reportada.

### Distribuição geográfica e habitat
As espécies do género têm distribuição natural pela Macaronésia, Europa, a  Bacia do Mediterrâneo, o norte da África e a Ásia até à China, com um centro de diversidade no Irão e países vizinhos. O género está presente desde zonas ruderalizadas em meio urbano até às zonas mais desérticas de, por exemplo, a Península Arábica. Na Península Ibérica apenas estão presentes duas espécies: Hyoscyamus albus e Hyoscyamus niger, esta última muito menos frequente e praticamente limitada à metade setentrional desse território, enquanto a primeira abunda em toda a Península e, além disso, nas ilhas Baleares e nas ilhas Canárias.
Em Portugal este género está representado pelas duas espécies presentes na Península Ibérica: Hyoscyamus albus L.; e Hyoscyamus niger L. A espécie Hyoscyamus albus é nativa da ilha da Madeira e considerada invasora nos Açores.

## Taxonomia
Na sua presente circunscrição taxonómica o género agrupa 23 espécies consideradas taxonomicamente válidas, as quais são distribuídas por dois subgéneros e diversas secções (ou em alguns casos, séries). A subdivisão do género não é consensual, variando com os autores. Uma das sistemáticas internas do grupo com maior consenso é a seguinte:
Subgénero Hyoscyamus
- Secção Hyoscyamus
  - Subsecção Hyoscyamus

- Hyoscyamus reticulatus L. — nativa do oeste da Ásia e do Cáucaso
- Hyoscyamus pojarkovae Schönb.-Tem.  — nativa do Irão, Iraque, Síria e Egipto
- Hyoscyamus kurdicus Bornm. — nativa da Síria
- Hyoscyamus leucanthera Bornm. & Gauba — nativa do Irão
- Hyoscyamus afghanicus Pojark.  — nativa do Afeganistão
- Hyoscyamus multicaulis Rech.f. & Edelb.  — nativa do Afeganistão
- Hyoscyamus squarrosus Griff.  — nativa do Afeganistão, Irão, Turcomenistão e Paquistão
- Hyoscyamus kotschyanus Pojark.  — nativa do Irão
- Hyoscyamus arachnoideus Pojark.  — nativa do Irão
- Hyoscyamus turcomanicus Pojark.  — nativa do Médio Oriente
- Hyoscyamus niger L. — nativa da Europa, norte da África e Ásia

- Subsecção Pusilli

- Hyoscyamus pusillus L. — nativa da Rússia, Ásia Central e Egipto

- Subsecção Adictyi

- Hyoscyamus albus L. — nativa do sul e sueste da Europa, norte de África, Macaronésia e Médio Oriente
- Hyoscyamus cylindrocalyx Rech. f. — nativa do Médio Oriente
- Hyoscyamus desertorum (Asch. ex Boiss.) Täckh. — nativa do Egipto, Península do Sinais, Israel e Jordânia

- Secção Chamaehyoscyamus

- Hyoscyamus aureus L. — nativa do Egipto e do oeste da Ásia; naturalizada em Creta.
- Hyoscyamus senecionis Willd.

- Sektion Pumilio

- Hyoscyamus leptocalyx Stapf ex Bornm.  — nativa da Turquia
- Hyoscyamus longepedunculatus C.C.Towns. — nativa do Iraque.

Subgénero Dendrotrichon Schönb.-Tem.
- Hyoscyamus orthocarpus Schönb.-Tem. — nativa do Irão
- Hyoscyamus muticus L. — nativa do norte da África e do Oriente Médio
- Hyoscyamus boveanus Asch. & Schweinf. — nativa do Egipto e da Península do Sinai
- Hyoscyamus falezlez Coss. (considerada por alguns autores como a subsp. falezlez (Coss.) Maire de Hyoscyamus muticus)  — nativa do norte da África
- Hyoscyamus nutans Schönb.-Tem. — nativa do Irão
- Hyoscyamus rosularis Schönb.-Tem. — nativa do Irão
- Hyoscyamus tenuicaulis Schönb.-Tem. — nativa do Irão
- Hyoscyamus insanus Stocks — nativa do Irão, Afeganistão e Paquistão.

Incertae sedis
Em incertae sedis (não incluídos nas subdivisiões taxonómicas anteriores):
- Hyoscyamus flaccidus C.Wright - Península Arábica

Trabalhos mais recentes, por exemplo sobre as espécies do Irão, introduziram outro subgénero, Parahyoscyamus, mas, as espécies que o integram ou são sinónimos taxonómicos ou pertencem a outro géneros (Hyoscyamus leptocalyx pertence ao género Archihyoscyamus) ou não estão ainda validadas taxonomicamente (Hyoscyamus malekianus).
O género foi proposto por Joseph Pitton de Tournefort e publicado, primeiro em Élémens de botanique, ou Méthode pour connoître les Plantes, T. I, Classe II, Genre IV, p. 97-98, pl. 42, obra saída a público em 1694, e depois em Institutiones Rei Herbariae, T. I, Classis II, Genus IV, p. 117-118, de 1700. O género foi validado meio século mais tarde por Carolus Linnaeus e publicado em Species Plantarum, vol. 1, p. 179, de 1753, com a descrição das suas características de diagnóstico ampliada e precisada em Genera Plantarum, nº 219, p. 84, 1754. A espécie tipo é Hyoscyamus niger.
A etimologia do nome genérico Hyoscyamus' deriva do latim hýoscýǎmus, -i, derivado do grego ύοσχύαμoς, evocado em Plínio, o Velho na sua obra História Natural (25, XVII) e já usado na Grécia Clássica para designar diversas espécies do género. O vocabular está construído pelas palavras gregas ύοσ, 'porco', 'javali', e χύαμoς, 'fava', ou seja 'fava de porco' designação que seria uma alusão a um episódio da Odisseia no qual, simplificando, 'Circe, a maga, transforma os companheiros de Ulisses em bácoros ao lhes dar a beber uma poção à base de meimendro; Ulisses salva-se, pois estava imunizado pela planta mágica moly que Hermes lhe entregara em tempos, mas os seus acompanhantes foram presa de alucinação teriomórfica, provocada pela ingestão da bebida, alucinação que os fez crer que se tinham metamorforizado, não penas fisicamente em porquinhos, mas também adoptando os seus comportamentos e «Circe os alimentou com bolotas, favas e o fruto do corniso, tudo o que os porcos que estão no chão comem».

### Espécies
Entre outras, o género Hyosciamus inclui as seguintes espécies:
- Hyoscyamus afghanicum
- Hyoscyamus agrestis
- Hyoscyamus albus
- Hyoscyamus aureus
- Hyoscyamus falezlez
- Hyoscyamus muticus
- Hyoscyamus niger
- Lista completa

## Classificação lineana do género
| Sistema | Classificação                      | Referência               |
| ------- | ---------------------------------- | ------------------------ |
| Linné   | Classe Pentandria, ordem Monogynia | Species plantarum (1753) |